# Jinzhou
Jinzhou, tidigare känd som Chinchow, är en stad på prefekturnivå i Liaoning-provinsen i nordöstra Kina. Den ligger omkring 150 kilometer väster om provinshuvudstaden Shenyang.

## Administrativ indelning
Prefekturen Jinzhou består av två stadsdistrikt som omfattar själva stadskärnan, två städer på häradsnivå och två härad:
- Stadsdistriktet Taihe (太和区), 459 km², 210 000 invånare;
- Stadsdistriktet Guta (古塔区), 28 km², 240 000 invånare;
- Stadsdistriktet Linghe (凌河区), 48 km², 420 000 invånare;
- Staden Linghai (凌海市), 2 862 km², 600 000 invånare;
- Staden Beizhen (北镇市), 1 782 km², 530 000 invånare;
- Häradet Heishan (黑山县), 2 436 km², 630 000 invånare;
- Häradet Yi (义县), 2 496 km², 440 000 invånare.

## Klimat
Genomsnittlig årsnederbörd är 755 millimeter. Den regnigaste månaden är juli, med i genomsnitt 183 mm nederbörd, och den torraste är januari, med 8 mm nederbörd.